# Państwowe gospodarstwo rolne

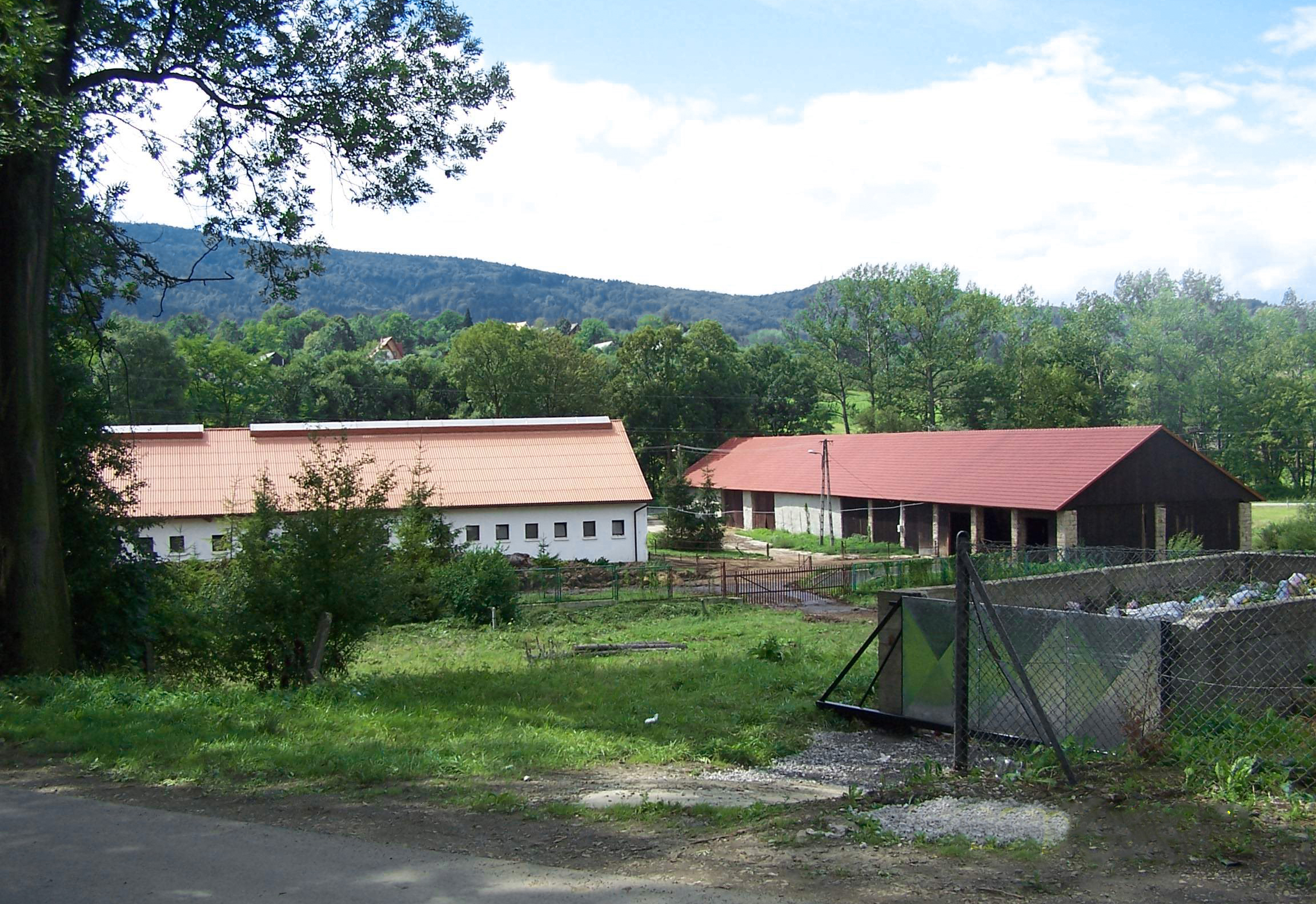
Ehemaliger PGR in Szczyrzyc

Państwowe gospodarstwo rolne (deutsch Staatlicher landwirtschaftlicher Betrieb, kurz PGR) war die Bezeichnung für staatliche landwirtschaftliche Betriebe in der Volksrepublik Polen, die im Zuge der Kollektivierung entstanden waren. Die PGR sind mit dem Volkseigenen Gut (VEG) in der DDR vergleichbar.
Im Jahr 1949 begann die Polnische Vereinigte Arbeiterpartei (PZPR) umgehend mit der schrittweisen Kollektivierung sämtlicher Bauernhöfe.